# Il medico di campagna
Il medico di campagna (Le médecin de campagne) è un romanzo di Honoré de Balzac del 1833.
È la storia di un medico parigino, deluso e stanco della propria condotta dissipata e che si trasferisce in un villaggio della Savoia dove, con impegno e dedizione, si applica al miglioramento della vita della comunità, che lo ripaga eleggendolo sindaco.
Alle origini del Medico di campagna ci sono le ambizioni politiche di Balzac: attratto dall'idea di essere eletto deputato, scrive un romanzo su un'esperienza di utopico “buon governo”.

## Trama
Nel 1829, il Genestas comandante dell'esercito napoleonico, arriva in un villaggio nel Delfinato, dove ha incontrato il dottor Benassis, che in dieci anni ha trasformato un paese arretrato in fiorente cittadina. I due uomini hanno ciascuno un segreto che verrà consegnato alla fine della storia. Genestas viene accolto a pensione dal dottor Benassis per dieci franchi al giorno, con lo scopo di curare lesioni ex militari.
I due diventano amici e il comandante accompagna quotidianamente il medico nel suo giro di visite. In questo modo scopre come Benassis, sia diventato sindaco del paese  e come, applicando le sue teorie, abbia portato prosperità. Con la costruzione di imponenti opere idrauliche, ha trasformato una terra arida in terreni coltivabili dove i contadini hanno potuto coltivare grano e alberi da frutto. Ha anche migliorato case, creato una piccola industria di paglia e segheria, ha costruito una strada che collega il paese alla città di Grenoble. Ha incoraggiato il trasferimento di parecchie persone quali il panettiere, il fabbro, e molti artigiani che in cinque anni hanno raggiunto una condizione di prosperità, con l'installazione di negozi, concerie, macellai, e le strutture comunali: municipio, scuola.
Alla fine della storia, i due nuovi amici sono si raccontano i segreti della loro vita: Genestas confessa di avere un figlio adottivo, Adrian, che è malato e che vuole affidare al dottor Benassis. Il medico è d'accordo e riesce a guarire il bambino.
Da parte sua, Benassis confida il suo segreto che lo ha portato alla necessità di espiare una grande colpa non volendo ricorrere al suicidio o al monastero. Confida che in gioventù ha sedotto una ragazza che rimasta incinta non è sopravvissuta alla vergogna ed è morta. Per questo motivo Benassis ha deciso di mettere la sua vita al servizio degli altri.

## Il contesto politico
Il medico di campagna (1833), romanzo tra i più politici di Balzac, nasce dalle ambizioni di Balzac che avrebbe voluto intraprendere una carriera politica ma ne era rimasto deluso. La lettura di questo vuole far comprendere che il politico deve essere generoso e disponibile verso coloro che rappresenta e soprattutto saperli ascoltare: la sua non deve essere bramosia di potere, bensì una missione umanitaria.
...Se ciascuno pensa solo a se stesso e non si fida che di se stesso, come volete che ci sia coraggio civile, dal momento che questa virtù si basa sulla rinuncia a se stessi? Coraggio civile e coraggio militare nascono dallo stesso principio. Voi siete chiamati a dare la vostra vita in un sol momento, la nostra si consuma a goccia a goccia. Da entrambe le parti è la stessa lotta, sotto forme diverse. Non basta essere onesti per far progredire il più piccolo paese, bisogna anche essere preparati; senza contare che istruzione, onestà, amor di patria non valgono niente se non c'è la ferma volontà di trascurare ogni interesse personale per dedicarsi al pubblico bene...

## Edizioni italiane
- trad. Giovanni Battista Menini, 2 voll. G. Truffi, Milano 1834
- trad. Scipione Volpicella, 2 voll., Raffaele de Stefano e socii, Napoli 1837
- trad. Amilcare Locatelli, Corbaccio, Milano 1928
- trad. Amedeo Recanati, a cura di Erminio Robecchi Brivio, Casa Edit. A. B. C., Torino 1932
- trad. Maria Ortiz, G. Casini, Roma 1950
- trad. Alfredo Jeri, BUR Rizzoli, Milano 1958
- trad. Andrea Zanzotto, introduzione di Ferdinando Camon, Garzanti, Milano 1977 ISBN 9788811365341
- ed. Fratelli Melita, La Spezia 1989